# Florida Georgia Line
Florida Georgia Line é um duo de música country norte-americana formada por Tyler Hubbard (de Monroe, Geórgia) e Brian Kelley (de Ormond Beach, Flórida). Em dezembro de 2011, assinaram contrato com a Big Loud Mountain e lançaram o extended play (EP) It'z Just What We Do. Antes disto, em 2010, eles haviam lançado o extended play Anything Like Me, sendo desta vez de forma independente.
Em 16 de julho de 2012, a dupla assinou contrato com a Republic Nashville, uma subsidiária da Big Machine Label Group. Após isto lançaram o single de estreia, "Cruise", que alcançou a terceira posição da Hot Country Songs, a vigésima quarta da Billboard Hot 100 e a 39ª da Canadian Hot 100. Mais tarde a composição foi certificado como disco de ouro pelas organizações Music Canada (MC) e Recording Industry Association of America (RIAA).
Em 2016 a canção H.O.L.Y. integrou a trilha sonora volume 2 da novela "Rocky Story", exibida pela TV Globo entre 2016/2017. Na trama de Maria Helena Nascimento a canção foi tema dos protagonistas Gui e Julia, interpretados por Vladimir Brichta e Nathalia Dill.

## Discografia

### Álbuns de estúdio
| Título                                                                              | Detalhes do álbum                                                                                            | Melhores posições | Melhores posições | Melhores posições | Melhores posições | Melhores posições | Vendas                   |
| Título                                                                              | Detalhes do álbum                                                                                            | 200               | Country           | AUS               | CAN               | RU                | Vendas                   |
| ----------------------------------------------------------------------------------- | --- | ----------------- | ----------------- | ----------------- | ----------------- | ----------------- | ------------------------ |
| Here's to the Good Times                                                            | - Lançamento: 04 de dezembro de 2012 - Formato(s): CD, Download digital - Gravadora(s): Republic Nashville   | 4                 | 1                 | 65                | 8                 | —                 | - : 2.367.400 - : 80.000 |
| Anything Goes                                                                       | - Lançamento: 14 de outubro de 2014 - Formato(s): CD, Download digital - Gravadora(s): Republic Nashville    | 1                 | 1                 | 20                | 2                 | —                 | - : 858.000 - : 80.000   |
| Dig Your Roots                                                                      | - Lançamento: 26 de agosto de 2016 - Formato(s): CD, Download digital - Gravadora(s): Republic Nashville     | 2                 | 1                 | 7                 | 2                 | 91                | - : 444,300              |
| Can't Say I Ain't Country                                                           | - Lançamento: 15 de fevereiro de 2019 - Formato(s): CD, Download digital - Gravadora(s): Big Machine Records | 4                 | 1                 | 7                 | 4                 | —                 | - : 107,000              |
| "—" denota não ter sido lançado no país ou que não tenha entrado na parada musical. | |                   |                   |                   |                   |                   |                          |

### Extended play
| Anything Like Me                                                                    | - Lançamento: 14 de dezembro de 2010 - Formato(s): EP, Download digital - Gravadora(s): Independente      | —   | —  | — | —  | —  |
| It'z Just What We Do                                                                | - Lançamento: 15 de maio de 2012 - Formato(s): EP, Download digital - Gravadora(s): Big Loud Mountain     | 105 | 18 | 1 | 45 | —  |
| iTunes Session                                                                      | - Lançamento: 14 de janeiro de 2014 - Formato(s): EP, Download digital - Gravadora(s): Republic Nashville | 63  | 11 | — | —  | —  |
| Florida Georgia Line                                                                | - Lançamento: 01 de junho de 2018 - Formato(s): EP, Download digital - Gravadora(s): Republic Nashville   | 72  | 10 | — | —  | 28 |
| 6-Pack                                                                              | - Lançamento: 22 de maio de 2020 - Formato(s): Download digital, Streaming - Gravadora(s): BMLG Records   | 50  | 5  | — | —  | 36 |
| "—" denota não ter sido lançado no país ou que não tenha entrado na parada musical. | |     |    |   |    |    |

### Singles
| Ano                                                                                 | Título                                           | Melhores posições | Melhores posições | Melhores posições | Melhores posições | Melhores posições | Melhores posições | Álbum                     |
| Ano                                                                                 | Título                                           | Hot 100           | Country           | AUS               | CAN               | Country           | RU                | Álbum                     |
| ----------------------------------------------------------------------------------- | ------------------------------------------------ | ----------------- | ----------------- | ----------------- | ----------------- | ----------------- | ----------------- | ------------------------- |
| 2012                                                                                | "Cruise"                                         | 4                 | 1                 | —                 | 38                | 1                 | 75                | Here's to the Good Times  |
| 2013                                                                                | "Get Your Shine On"                              | 27                | 5                 | —                 | 39                | 1                 | —                 | Here's to the Good Times  |
| 2013                                                                                | "Round Here"                                     | 28                | 3                 | —                 | 47                | 1                 | —                 | Here's to the Good Times  |
| 2013                                                                                | "Stay"                                           | 28                | 1                 | —                 | 39                | 1                 | —                 | Here's to the Good Times  |
| 2014                                                                                | "This Is How We Roll" (feat. Luke Bryan)         | 15                | 1                 | —                 | 20                | 2                 | —                 | Here's to the Good Times  |
| 2014                                                                                | "Dirt"                                           | 11                | 1                 | —                 | 10                | 1                 | —                 | Anything Goes             |
| 2014                                                                                | "Sun Daze"                                       | 44                | 3                 | —                 | 41                | 2                 | —                 | Anything Goes             |
| 2015                                                                                | "Sippin' on Fire"                                | 40                | 3                 | —                 | 36                | 1                 | —                 | Anything Goes             |
| 2015                                                                                | "Anything Goes"                                  | 55                | 6                 | —                 | 51                | 1                 | —                 | Anything Goes             |
| 2015                                                                                | "Confession"                                     | 53                | 7                 | —                 | 74                | 1                 | —                 | Anything Goes             |
| 2016                                                                                | "H.O.L.Y"                                        | 14                | 1                 | 94                | 24                | 1                 | —                 | Dig Your Roots            |
| 2016                                                                                | "May We All" (feat. Tim McGraw)                  | 30                | 2                 | —                 | 46                | 1                 | —                 | Dig Your Roots            |
| 2017                                                                                | "God, Your Mama, and Me" (feat. Backstreet Boys) | 46                | 4                 | —                 | 79                | 3                 | —                 | Dig Your Roots            |
| 2017                                                                                | "Smooth"                                         | 89                | 16                | —                 | —                 | 11                | —                 | Dig Your Roots            |
| 2018                                                                                | "Simple"                                         | 32                | 2                 | —                 | 28                | 1                 | —                 | Can't Say I Ain't Country |
| 2018                                                                                | "Talk You Out of It"                             | 57                | 11                | —                 | 97                | 28                | —                 | Can't Say I Ain't Country |
| 2019                                                                                | "Blessings"                                      | —                 | 23                | —                 | —                 | 32                | —                 | Can't Say I Ain't Country |
| 2020                                                                                | "I Love My Country"                              | 40                | 8                 | —                 | 67                | 1                 | —                 | 6-Pack                    |
| "—" denota não ter sido lançado no país ou que não tenha entrado na parada musical. |                                                  |                   |                   |                   |                   |                   |                   |                           |

### Como artista convidado
| Ano                                                                                 | Single                                                                                 | Melhor posição atingida | Melhor posição atingida | Melhor posição atingida | Melhor posição atingida | Melhor posição atingida | Melhor posição atingida | Álbum                 |
| Ano                                                                                 | Single                                                                                 | Hot 100                 | Country                 | AUS                     | CAN                     | Country                 | RU                      | Álbum                 |
| ----------------------------------------------------------------------------------- | -------------------------------------------------------------------------------------- | ----------------------- | ----------------------- | ----------------------- | ----------------------- | ----------------------- | ----------------------- | --------------------- |
| 2013                                                                                | "The South" (The Cadillac Three feat. Dierks Bentley, Florida Georgia Line e Mike Eli) | —                       | 32                      | —                       | —                       | —                       | —                       | Bury Me in My Boots   |
| 2017                                                                                | "Meant to Be" (Bebe Rexha feat. Florida Georgia Line)                                  | 2                       | 1                       | 2                       | 7                       | 7                       | 11                      | All Your Fault: Pt. 2 |
| 2017                                                                                | "Let Me Go" (Hailee Steinfeld e Alesso feat. Florida Georgia Line e watt)              | 40                      | —                       | 12                      | 18                      | —                       | 30                      |                       |
| 2017                                                                                | "Up Down" (Morgan Wallen feat. Florida Georgia Line)                                   | 49                      | 5                       | —                       | 89                      | 1                       | —                       | If I Know Me          |
| "—" denota não ter sido lançado no país ou que não tenha entrado na parada musical. |                                                                                        |                         |                         |                         |                         |                         |                         |                       |

- ASingle atual.
- BA canção não posicionou-se nas 100 primeiras posição, todavia situou-se na Bubbling Under Hot 100 Singles.

### Videoclipes
| Ano  | Vídeo                                             | Diretor                 |
| ---- | ------------------------------------------------- | ----------------------- |
| 2012 | "Cruise"                                          | Brian Lazzaro           |
| 2013 | "Get Your Shine On"                               | Declan Whitebloom       |
| 2013 | "Cruise" (com Nelly)                              | Marc Klasfeld           |
| 2013 | "Round Here"                                      | Peter Zavadil           |
| 2013 | "Stay"                                            | Michael Monaco          |
| 2013 | "It'z Just What We Do"                            | Michael Monaco          |
| 2014 | "This Is How We Roll" (com Luke Bryan)            | Marc Klasfeld           |
| 2014 | "Dirt"                                            | Nigel Dick              |
| 2014 | "Sun Daze"                                        | Marc Klasfeld           |
| 2015 | "Sippin' on Fire"                                 | Marc Klasfeld           |
| 2015 | "Anything Goes"                                   | Shaun Silva             |
| 2015 | "Confession"                                      | TK McKamy               |
| 2016 | "H.O.L.Y"                                         | TK McKamy               |
| 2016 | "May We All" (com Tim McGraw)                     | TK McKamy               |
| 2017 | "God, Your Mama, and Me" (com Backstreet Boys)    | TK McKamy               |
| 2017 | "Let Me Go" (com Hailee Steinfeld, Alesso e Watt) | Emil Nava               |
| 2017 | "Meant to Be" (com Bebe Rexha)                    | Sophie Muller           |
| 2017 | "Smooth"                                          | TK McKamy, Brian Kelley |
| 2017 | "Up Down" (com Morgan Wallen)                     | Justin Clough           |
| 2018 | "Simple"                                          | Justin Clough           |
| 2018 | "Talk You Out of It"                              | Desconhecido            |
| 2019 | "Women"                                           | Desconhecido            |
| 2019 | "Blessings"                                       | Justin Clough           |
| 2020 | "I Love My Country"                               | TK McKamy               |
| 2020 | "Second Guessing"                                 | Desconhecido            |